# Шатобло
Шатобло (фр. Châteaubleau) је насељено место у Француској у региону Париски регион, у департману Сена и Марна.
По подацима из 2011. године у општини је живело 338 становника, а густина насељености је износила 99,41 становника/km².

## Демографија
| 1962. | 1968. | 1975. | 1982. | 1990. | 2011. |
| ----- | ----- | ----- | ----- | ----- | ----- |
| 137   | 142   | 132   | 164   | 213   | 338   |